# 31525 Nickmiller
31525 Nickmiller este un asteroid din centura principală de asteroizi.

## Descriere
31525 Nickmiller este un asteroid din centura principală de asteroizi. A fost descoperit pe 12 februarie 1999 la Socorro, New Mexico, în cadrul proiectului LINEAR. Asteroidul prezintă o orbită caracterizată de o semiaxă mare de 2,39 ua, o excentricitate de 0,13 și o înclinație de 6,1° în raport cu ecliptica.